# Odznaka Honorowa Województwa Świętokrzyskiego
Odznaka Honorowa Województwa Świętokrzyskiego – polskie odznaczenie samorządowe nadawane w formie odznaki honorowej.

## Charakterystyka
Odznaka została ustanowiona Uchwałą Nr XXXII/586/13 Sejmiku Województwa Świętokrzyskiego z dnia 26 czerwca 2013 r. w sprawie ustanowienia Odznaki Honorowej Województwa Świętokrzyskiego, ustalenia jej wzoru oraz zasad i trybu nadawania, a także sposobu noszenia.
Nadawana jest przez Marszałka Województwa Świętokrzyskiego na wniosek Komisji Odznaki osobom fizycznym, prawnym oraz jednostkom organizacyjnym nie posiadającym osobowości prawnej za:
- zasługi w dziedzinie rozwoju społeczno – gospodarczego,
- zasługi w dziedzinie nauki i oświaty, kultury i sztuki,
- zasługi w dziedzinie badań naukowych,
- zasługi w dziedzinie ochrony zdrowia, bezpieczeństwa publicznego, obronności i przeciwdziałaniu klęskom żywiołowym,
- zasługi w dziedzinie rozwoju rolnictwa i ochrony środowiska naturalnego,
- zasługi w dziedzinie popularyzacji walorów i osiągnięć Województwa Świętokrzyskiego na arenie krajowej i międzynarodowej.

Odznakę nosi się na lewej stronie piersi po odznaczeniach państwowych i resortowych. Odznaka może być nadana tej samej osobie jeden raz.

## Wygląd
Odznakę stanowi okrągły, metalowy, złocony i patynowany medal o średnicy 35 mm, z uszkiem i kółkiem do zawieszenia. W części centralnej, znajduje się wypukły wizerunek herbu Województwa Świętokrzyskiego, obwiedziony wieńcem laurowym. W otoku medalu znajduje się wypukły majuskułowy napis ZA ZASŁUGI DLA WOJEWÓDZTWA ŚWIĘTOKRZYSKIEGO, rozdzielony u góry sześciopromienną gwiazdką. Medal zawieszony jest na wstążce wykonanej z rypsu jedwabnego, o szerokości 36 mm, w barwach flagi województwa – błękitny, czerwony, biały, szerokość pasów 10 mm, z żółtymi prążkami o szerokości 3 mm po bokach wstążki. Na odwrotnej stronie medalu grawerowane jest imię i nazwisko wyróżnionej osoby (lub nazwa wyróżnianego podmiotu) oraz numer kolejny odznaki. 